# Columbiello
Columbiello (oficialmente en asturiano: Columbieḷḷo) es una parroquia española del concejo de Lena, perteneciente a la comunidad autónoma de Asturias.

## Historia
Hacia mediados del siglo XIX, la parroquia, ya por entonces perteneciente a Lena, tenía contabilizada una población de 220 habitantes. Aparece descrita en el sexto volumen del Diccionario geográfico-estadístico-histórico de España y sus posesiones de Ultramar de Pascual Madoz con las siguientes palabras:

COLUMBIELLO (San Vicente): felig. en la prov. y dióc. de Oviedo (6 leg.), part. jud. y ayunt. de Lena (1/2): sit. en terreno montuoso, con libre ventilacion y clima sano. Tiene 30 casas repartidas en el l. de su nombre y en el Peridiello; y una fuente de buenas aguas para surtido del vecindario. La igl. parr. dedicada á San Vicente está servida por un cura de ingreso y patronato laical. Tambien hay en cada pueblo una ermita de propiedad particular. Confina el térm. N. la Pola (1/2 leg.); E. Castiello (1/4); S. Felgueras (1/2), y O. Montes (1/4). El terreno es de buena calidad y abundante en aguas de fuente; bañándole tambien un arroyo que nace en la parte alta de la felig. Cruza por esta y hácia el E. un camino que conduce al ayunt. de Aller, otro hácia el N. en direccion del valle, y otro por S. hácia Felgueras, todos en mediano estado: el correo se recibe en la Pola. prod.: escanda, maiz, castañas, habas, patatas y otros frutos de menor importancia; se cria ganado vacuno, caballar, de cerda, lanar y cabrio; hay caza y pesca de varias especies. ind.: la agricultura y un molino harinero. pobl.: 44 vec., 220 alm. contr. con su ayunt. (V.).
(Madoz, 1847, p. 535)

En 2023, tenía empadronados 104 habitantes.